# (500094) 2012 BC20
(500094) 2012 BC20 es un asteroide que forma parte de los asteroides Apolo, descubierto el 21 de enero de 2012 por el equipo del Catalina Sky Survey desde el Catalina Sky Survey, Arizona, Estados Unidos.

## Designación y nombre
Designado provisionalmente como 2012 BC20.

## Características orbitales
2012 BC20 está situado a una distancia media del Sol de 1,373 ua, pudiendo alejarse hasta 1,756 ua y acercarse hasta ,9906 ua. Su excentricidad es 0,278 y la inclinación orbital 23,83 grados. Emplea 588,034 días en completar una órbita alrededor del Sol.
Los próximos acercamientos a la órbita terrestre se producirán el 23 de febrero de 2028, el 23 de agosto de 2028, el 17 de marzo de 2041 y el 19 de agosto de 2041, entre otros.

## Características físicas
La magnitud absoluta de 2012 BC20 es 18,7.